# Alexander Tietz
Alexander Tietz (* 9. Januar 1896 in  Resicabánya (deutsch Rechitz), Königreich Ungarn, Österreich-Ungarn; † 10. Juni 1978 Reșița, Sozialistische Republik Rumänien) war Banater Berglanddeutscher Ethnograf, Lehrer und Schriftsteller.

## Leben und Wirken
Er kam 1896 als Sohn des Volksschullehrers Josef Tietz und seiner Gattin Therese (geb. Diaconovich) zur Welt.
Nach der Volksschule in Reschitz besuchte er bis 1916 acht Jahre das Gymnasium in Timișoara (Temeswar). Seit 1913 nahm er Cellounterricht aus der Temeswarer Musikschule.
Nach abgelegter Reifeprüfung vom 20. Juni 1916 begann er, Germanistik in Budapest und Cluj (Klausenburg) zu studieren.
Im Jahre 1923 wurde er Gymnasiallehrer für deutsche Sprache in seiner Heimatstadt Reschitz – dieser Arbeit ging er bis zu seiner Pensionierung 1959 nach.
Seit dem Jahre 1920 veröffentlichte Tietz als Ethnograf in Zeitschriften verschiedenste germanistische Artikel, beispielsweise einen über „Reschitzaer Redensarten“.
Nach dem Vorbilde des Wandervogels gründete er einen Ableger dieses Vereins in Reschitz, der dem Südostdeutschen Wandervogel unterstand. Seine literarische Laufbahn begann Tietz in der Zeitschrift Reschitz mit einer Serie von 13 Artikeln in rumänischer Sprache mit der Überschrift „Crăișori din sălașul meu“.
In der Zwischenkriegszeit schrieb er für die „Reschitzaer Zeitung.“
Im Jahre 1940 fing Alexander Tietz eine Sammlung über deutsche Volksmärchen und Sprichwörter aus den Orten Gărâna (Wolfsberg) und Văliug (Franzdorf) an, die er in späteren Jahren um rumänische und serbische Überlieferungen erweiterte.
Obwohl er zweimal heiratete (Stela Maria und später Gertrude Antonia, geborene Klipsch), hinterließ er keine Kinder.
Im kommunistischen Rumänien arbeitete er an der Zeitung Neuer Weg mit.
Im Jahre 1978 starb er in seinem Heimatort an den Folgen eines Verkehrsunfalls.

## Ehrungen
Durch einen Beschluss des Gemeinderates von Reschitz wurde er am 24. Februar 2004 „aufgrund seiner reichhaltigen literarischen und publizistischen Tätigkeiten“ nachträglich zum Ehrenbürger des Ortes erklärt.
Vom Kultur- und Erwachsenenbildungsverein „Deutsche Vortragsreihe Reschitza“ wurde am 9. Januar 1999 beschlossen, jedes Jahr einen „Alexander Tietz“-Preis an Personen zu verleihen, die sich besondere Verdienste um das Banater Berglanddeutschtum erworben haben.

## Werke
- Sagen und Märchen aus den Banater Bergen, Bukarest, 1956
- Das Zauberbründl. Märchen aus den Banater Bergen, Bukarest, 1958
- Wo in den Tälern die Schlote rauchen, Bukarest, 1967
- Märchen und Sagen aus dem Banater Bergland, Bukarest, 1974

## Bibliografie
- Koloman Stieger, Die Geschichte der Reschitzer Wandervögelgruppe, in Banater Berglanddeutscher, München, Folge 62, 1995.
- Peter Petri, Biographisches Lexikon des Banater Deutschtums, Th. Breit, Marquartstein, 1992.
- Andreas A. Lillin, Erster Besuch bei Alexander Tietz, Neue Banater Zeitung, Temeswar, 15. Juli 1982.
- Brigitte Stephani: Arbeiterfolklore aus dem Bergland. Alexander Tietz erforschte wenig bekanntes Volksgut. In: Volk und Kultur (Bukarest), 33/12, Dez. 1981 S. 52 ff.
- Johann Waninger, Alexander Tietz wurde 80 Jahre alt, in Neuer Weg, Bukarest, Januar 1978.